# Conjunt carrer Santa Bàrbara, 3-19 (l'Hospitalet de Llobregat)
El carrer de Santa Bàrbara és un carrer del barri Centre de l'Hospitalet de Llobregat (Barcelonès). El conjunt de cases entre els números 3 i 19 està protegit com a bé cultural d'interès local.

## Descripció
El carrer Santa Bàrbara s'estén entre la riera de la Creu i el carrer de l'Església. Al costat nord del carrer hi ha un conjunt de 9 cases unifamiliars entre mitgeres, de formes unitàries. Consten de planta baixa i un pis amb la teulada a dues vessants i el carener paral·lel a la façana principal. A la part de darrere tenien un hort i un pou, que actualment han desaparegut o s'han convertit en garatges. A la façana de cada casa hi ha una sola porta d'accés, petites finestres allindanades i algun balcó. Totes tenen una gran xemeneia de sortida de fums, col·locada sobre l'espai que correspon a la cuina.

## Història
És un conjunt del segle xix fet per a solucionar d'una manera planificada les noves necessitats d'habitatge d'una ciutat que començava a rebre l'impuls de la transformació industrial.
Les cases s'han mantingut pràcticament intactes des de la seva urbanització i és gairebé l'últim reducte que es conserva de l'ambient de poble rural de l'Hospitalet.